# Korsoun
Ne doit pas être confondu avec Korsoun-Chevtchenkivskyï.
Korsoun (Ко́рсунь) est une commune urbaine située dans l'oblast de Donetsk en Ukraine. Elle fait partie de la république populaire de Donetsk depuis le printemps 2014. Elle est rattachée administrativement à la communauté urbaine de Ienakiieve. Elle comptait 2 568 habitants en 2019.

## Géographie
Cette commune du Donbass se trouve au bord de la rivière Korsoun, affluent de la rivière Krynka, dans le bassin versant du fleuve côtier Mious, à 5 km à l'est de la ville de Ienakiieve qui est le centre administratif du conseil de commune auquel appartient Korsoun. Elle se trouve également à 31 km au nord-est de la ville de Donetsk.

## Histoire
Le village est fondé à la fin du XVIIIe siècle par des paysans valaques orthodoxes venus du nord des Balkans et attirés par un édit de Catherine la Grande leur accordant des privilèges d'établissement. La petite gare de chemin de fer de Korsoun, un peu plus au nord, a été construite en 1867-1869. Le village reçoit le statut de commune de type urbain le 27 octobre 1938.